# Popkultúra
A popkultúra (szakirodalomban sokszor tömegkultúra, továbbá népszerű kultúra, populáris kultúra, angolul: popular culture) egy fajta tömegkultúra, ami a 20. században jelenik meg és többek között az úgynevezett „magas kultúra” ellentéteként határozzák meg. Szokás még az „alsó osztály” kultúrájának is nevezni, főleg angol nyelvterületen. Néha tévesen a „pop”, mint zenei stílus kultúrájával azonosítják, ami habár része a popkultúrának, de a popkultúra egy jóval tágabb területet felölelő fogalom. A „pop” szótag a „popular” rövidítéséből keletkezett, ami népszerűt jelent. Fontos kitétel azonban, hogy nem minden popkultúra, ami távol esik a „magas kultúrától” és habár sokszor negatív képzetet társítanak a fogalomhoz, nem feltétlenül jelent kulturálisan lebecsülendő tartalmat. A popkultúra egyes elemei érdekes és értékes lenyomatai lehetnek az adott társadalmi időszaknak. A popkultúrán belül vagy azzal párhuzamosan létezik a szubkultúra, mely további, szűkebb csoportok sokszor jellegzetes, specifikus érdeklődési köreit jelöli.

## Története
Noha a tömegkultúra egyes elemei már jóval előbb megjelennek a történelemben, mint például az ókori Róma cirkuszai, de egységes meghatározó formában a második világháború után jelenik meg a tömegtermelés és a tömegmédia által. Az elnevezést a stílus a 60-as években kapja. Habár a fejlett, tömegtermeléssel foglalkozó szabad országokban megjelenik valamilyen formája, de az Amerikai Egyesült Államok az egyik fő popkultúra termelő ország, aminek termékei kihat más országok popkultúrájára is. A hatás még az erős mangaiparnak köszönhetően Japánban is erős, de a kihatása az amerikai popkultúrához képest már kisebb. A popkultúra gyakran globális is egyben.

## Meghatározásai

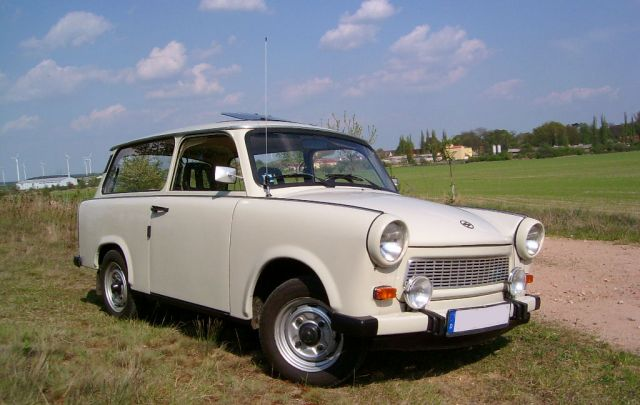
Trabant 601 a keleti blokk popkultúrájának része lett

Többféle módon is definiálható, hogy mi tekinthető popkultúrának, igaz ezen meghatározások esetenként relatívak és gyakoriak a kivételek is:
- Népszerű: például a népszerű irodalom, mint a ponyvaregények. Shakespeare a maga idejében popkultúra műveket alkotott, de ma már a magas kultúra részének tekintjük.
- Magaskultúrán kívül eső művek: magaskultúrán a kultúra erősen intézményesült (oktatási intézményekkel, szaklapokkal stb. rendelkező), általában államilag is támogatott, költségesen és egyedi módon előállított elemeit értjük (akadémikus képzőművészet és komolyzenei élet, elit galériák). A magaskultúra a kereskedelmi média térhódításával egyre inkább rétegjelenséggé válik. A magaskultúra és a popkultúra sok tekintetben szembeállítható egymással, bár éles határ nincs köztük (pl. a Kádár-rendszerben a popzenének is léteztek intézményesült formái). Egyes stílusirányzatok nem sorolhatóak se a „magas kultúrához”, se a popkultúrához – pl. jazz zene. Az is megfigyelhető, hogy a popkultúra történetileg korábban kialakult formái közelednek a magaskultúra felé, hasonlóan költségessé, intézményesültté és rétegszerűvé válnak, képviselőik pedig önmeghatározásként magas kultúraként definiálják magukat a fiatalabb és alacsonyabbra értékelt műfajokkal szemben (rockzene – elektronikus zene).
- Tömegkultúra: tömegtermelés produktuma. Eredménye sokszor giccses, személytelen, akár ízléstelen is. Azonban lehetnek olcsó, praktikus mindennapos termékek is. Az olcsóság nem kizárólagos tényező tömegárunál, mert például egyes Apple termékek olyan tömeg termelés eredménye, amely a popkultúra része lett és habár nem olcsó, de ízlésesen tervezett, ahol a marketingnek köszönhetően érvényesül az első pont szabálya miszerint „népszerű”.
- Alsó néposztály kultúrája: például utazó cirkusz.

## Tömegmédia

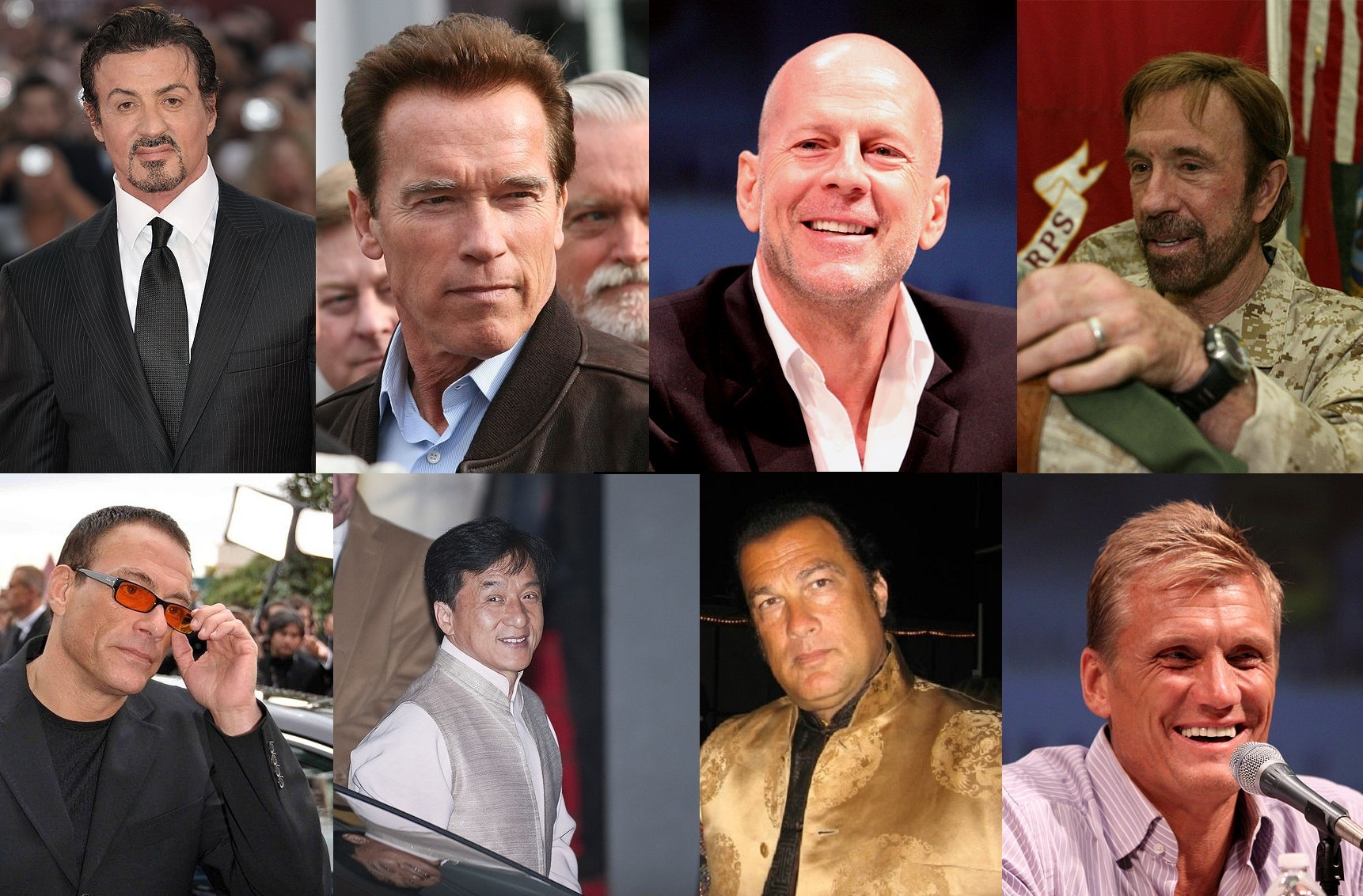
Popikon akciófilm-sztárok (Sylvester Stallone, Arnold Schwarzenegger, Bruce Willis, Chuck Norris, Jean-Claude Van Damme, Jackie Chan, Steven Seagal, Dolph Lundgren). Chuck Norris nemcsak a filmek által, hanem az interneten is sztár lett

### Csatornák
- Rádió: jelentősége egyre kisebb, de a zene iparban még meghatározó.
- Film- és tv-ipar: az amerikai film(álom)gyár az egyik meghatározó tényező, de a lokális specifikus vállalkozások is jelentősek, mint Bollywood. A tv gyártásipara egyre jelentősebb, főleg a sorozatok és tehetség kutató műsorok területén, ami egyfajta celebgyárként is üzemel, ami szintén a popkultúra része.
- Nyomtatott anyagok: ha meghatározó szerepe csökkenőben van, de szerepe még ma is jelentős. Külön kiemelendő a képregényműfaj és a bulvársajtó.
- Internet: egyre komolyabb és meghatározóbb szerepe van a popkultúra alakításában, hiszen az internet már tömegeszköz. Jelentősen nő az olyan popkulturális termékek száma ezen a területen, ami nem kereskedelmi tevékenység eredménye, mint az ún. fikablogok[1] Megjelennek olyan fogalmak mint a mém és hoax.

### Popikonok
A tömegmédia kitermeli a maga ikonjait. Ezek a popkultúra ikonok tömegek számára meghatározó példaképek és modern kori „hősök”. A jelenség köré leggyakrabban igényeket kiszolgáló iparág épül, ami tovább generálja a popkulturális hatást. A bulvármédiával kialakulhat a szimbiózis. Gyakori, hogy a popikon tudatos háttérmunka és építés eredménye. Cél a tömeges eladhatóság.

## Pop-art
A stílus Angliában született az 1950-es években. Az 1960-as évek elejétől kezdve Amerikából terjedt el, de részben a dadaizmusban és a szürrealizmusban gyökerezik. A művészek olykor hétköznapi elemeket, banális dolgokat mindennapi életből származó anyagokat használnak fel és helyezik új környezetbe ezáltal gondolkodásra késztetve. A pop-art alapmagatartása hangos, sokszor brutális tiltakozás a modern társadalom elidegenedettsége, a közhelyek uralma, az elcsépelt – hagyományos – művészi formák ellen. A felfogása és célzata viszont nem teljesen egységes, irányzatai skálája a cinikustól a tragikusig terjed.
Szeretem Los Angelest. Szeretem Hollywoodot. Olyan gyönyörűek! Minden műanyag, de én szeretem a műanyagot. Műanyag akarok lenni én is.

## Kritikája
A személytelen tömegterméket képviselő popkultúrával szemben megjelenik a kritika és egyes csoportok ellenreakciója. Jellemző hogy ezen ellen irányzatok habár szemben állnak a popkultúrával, de a „magas kultúrától” is elzárkóznak. Egyes esetekben előfordulhat az a fonák helyzet is, hogy például egy popkultúrát kritizáló film később maga is a popkultúra részévé válik.

### Szubkultúra
A tömegtől elkülönülő, harsány, provokatív akár agresszív csoport megnyilvánulása, ugyanakkor kerüli a „magas kultúrát” is. Például emo, gót, punk, gang (banda) csoportok.

### Film és televízió
Különösképp a 90-es évek táján jelennek meg azon filmek és sorozatok, amelyek kritizálják a popkultúrát. Gyakori eszköz a megbotránkoztatás és provokáció. Az ilyen produkciók egyes elemei népszerűségük után idővel átszivároghatnak a popkultúrába, mint például a Chewbacca-védelem.
- Egy rém rendes család
- A Simpson család
- South Park
  - Néhány példa rész, ahol kiemelten a popkultúra volt a főtéma: Chinpokomon, Make Love Not Warcraft, A büntethetetlen, Frászbook (You Have 0 Friends), Százlábú iPad.[3]

### Zene
A könnyűzene egyes műfajai ellentmondanak a „magas kultúrának”, de elzárkózik az igénytelen[forrás?] és kommercializálódott popkultúrától is. Ilyenek:
- Dzsessz
- Blues
- Alternatív vagy underground
- Rock

## A pop és magaskultúra kölcsönhatása
Habár a popkultúra definiálásakor szembehelyezik a magaskultúrával mégis a gyakori köztük a kölcsönös behatás. Az érthető, hogy a magaskultúrából népszerű motívumok átivódhatnak popkultúrába és ott elterjednek. Ilyenek például a népszerű komolyzene dallamok, mint Liszt Ferenc szerelmi álmok zongora ciklusának részlete, amely közkedvelt és szívesen feldolgozott darab lett, még ha ennek a komolyzene-rajongók nem is feltétlen örültek. Akárcsak abban az esetben, amikor egy kávéreklámban Szabó Lőrinc vers részleteit használták fel kereskedelmi célokra.
A hatás viszont fordított irányba is működik. Nem ritka, hogy egy maga idejében popkulturális elem idővel „megdicsőül” és átveszi a magas kultúra vagy átalakul intézményes réteg kultúrává.
Érdekes az a jelenség is, amikor a popkultúra „minőségi” alapanyagokat használ populáris célokra. Kihasználva azt a lehetőséget, hogy a tömegmédia tőkeerős iparág, időnként „művész” anyaggal is dolgozik. Például sok elismert filmes – igaz titokban – vállalt reklámfilmkészítést, ahogy 1984-ben Ridley Scott is forgatott Macintosh reklámfilmet az Apple számára. Másik jellemző példa az ún. spagetti western filmek, amelynek több darabja számít ma már kulturálisan elismertnek. Itt is megfigyelhető esetenként a minőségi alkotóelemek, mint a filmkészítők szakmai összeköttetésének és viszonylagos olcsóságának köszönhetően több ilyen filmet Ennio Morricone zenéje segített halhatatlanná, és idővel a magas kultúra számára elfogadhatóbbá tenni.